# Race of Champions (Formel 1)
Unter der Bezeichnung Race of Champions wurden von 1965 bis 1979 und ein weiteres Mal 1983 Automobilrennen abgehalten, die nach dem Reglement der Formel 1 ausgeschrieben waren. Sie zählten nicht als Läufe der Formel-1-Weltmeisterschaft (im englischen Sprachgebrauch: Non-Championship Races). Austragungsort war jeweils der Brands Hatch Circuit in der englischen Grafschaft Kent. Der erste Sieger war Mike Spence, der letzte Keke Rosberg. Jackie Stewart und James Hunt gewannen jeweils zwei Rennen.

## Entstehungsgeschichte
Bereits in den 1950er-Jahren fanden in Großbritannien neben den Läufen zur Formel-1-Weltmeisterschaft, den Großen Preisen von Großbritannien, jährlich mehrere weitere Rennen statt, die nach Formel-1-Reglementarien abgehalten wurden, aber nicht zur Weltmeisterschaft zählten. Hierzu gehörten Rennen wie der Gold Cup (Formel 1) in Oulton Park und die BRDC International Trophy in Silverstone. 1965 kam mit dem Race of Champions ein weiteres meisterschaftsfreies Rennen hinzu. Es war das erste Formel-1-Rennen des Jahres auf einer europäischen Rennstrecke. Für die Teams, vor allem aber für die Konstrukteure, war es eine willkommene Gelegenheit, sechs Wochen vor dem ersten der europäischen Weltmeisterschaftslauf ihre Rennautos einem Praxistest zu unterziehen.
In den meisten Jahren war das Rennen für Formel-1-Autos ausgeschrieben. 1973 und 1974 erweiterten die Veranstalter das Starterfeld um Fahrzeuge, die nach dem Reglement der Formel 5000 konstruiert waren. Peter Gethin gewann das Rennen des Jahres 1973 in einem solchen Fahrzeug. Nach Unstimmigkeiten mit den Formel-1-Konstrukteuren wurden die späteren Veranstaltungen wieder auf Formel-1-Autos beschränkt.

## Ergebnisse
| Nr. | Veranstaltung                              | Datum          | Sieger                             | Zweiter                          | Dritter                             | Pole- Position                    | Schnellste Rennrunde                            |
| --- | ------------------------------------------ | -------------- | ---------------------------------- | -------------------------------- | ----------------------------------- | --------------------------------- | ----------------------------------------------- |
| 1   | Daily Mail Race of Champions               | 13. März 1965  | Mike Spence Lotus-Climax           | Jackie Stewart B.R.M.            | Joakim Bonnier Brabham-Climax       | Jim Clark Lotus-Climax            | Jim Clark Lotus-Climax                          |
| 2   | II. Race of Champions                      | 12. März 1967  | Dan Gurney Eagle-Weslake           | Lorenzo Bandini Ferrari          | Jo Siffert Cooper-Maserati          | Dan Gurney Eagle-Weslake          | Jack Brabham Brabham-Repco                      |
| 3   | III. Race of Champions                     | 17. März 1968  | Bruce McLaren McLaren-Cosworth     | Pedro Rodríguez B.R.M.           | Denis Hulme McLaren-Cosworth        | Bruce McLaren McLaren-Cosworth    | Neuseeland McLaren-Cosworth                     |
| 4   | IV. Race of Champions                      | 16. März 1969  | Jackie Stewart Matra-Cosworth      | Graham Hill Lotus-Cosworth       | Denis Hulme McLaren-Cosworth        | Graham Hill Lotus-Cosworth        | Jochen Rindt Lotus-Cosworth                     |
| 5   | V. Race of Champions                       | 22. März 1970  | Jackie Stewart March-Cosworth      | Jochen Rindt Lotus-Cosworth      | Denis Hulme McLaren-Cosworth        | Jackie Stewart March-Cosworth     | Jack Brabham Brabham-Cosworth                   |
| 6   | VI. Race of Champions                      | 21. März 1971  | Clay Regazzoni Scuderia Ferrari    | Jackie Stewart Tyrrell-Cosworth  | John Surtees Surtees-Cosworth       | Jackie Stewart Tyrrell-Cosworth   | Graham Hill Brabham-Cosworth                    |
| 7   | VII. Race of Champions                     | 19. März 1972  | Emerson Fittipaldi Lotus-Cosworth  | Mike Hailwood Surtees-Cosworth   | Denis Hulme McLaren-Cosworth        | Emerson Fittipaldi Lotus-Cosworth | Emerson Fittipaldi Lotus-Cosworth               |
| 8   | VIII. Race of Champions                    | 17. März 1973  | Peter Gethin Chevron – Chevrolet   | Denis Hulme McLaren-Cosworth     | James Hunt Surtees-Cosworth         | Jean-Pierre Beltoise              | Jean-Pierre Beltoise Niki Lauda Ronnie Peterson |
| 9   | IX. Race of Champions                      | 17. März 1974  | Jacky Ickx Lotus-Cosworth          | Niki Lauda Ferrari               | Emerson Fittipaldi McLaren-Cosworth | James Hunt Hesketh-Cosworth       | Jacky Ickx Lotus-Cosworth                       |
| 10  | X. Race of Champions                       | 16. März 1975  | Tom Pryce Shadow-Cosworth          | John Watson Surtees-Cosworth     | Ronnie Peterson Lotus-Cosworth      | Tom Pryce Shadow-Cosworth         | Tom Pryce Shadow-Cosworth                       |
| 11  | XI. Daily Mail Race of Champions           | 16. März 1976  | James Hunt McLaren-Cosworth        | Alan Jones Surtees-Cosworth      | Jacky Ickx Williams-Cosworth        | Jody Scheckter Tyrrell-Cosworth   | James Hunt McLaren-Cosworth                     |
| 12  | XII. Marlboro Daily Mail Race of Champions | 20. März 1977  | James Hunt McLaren-Cosworth        | Jody Scheckter Wolf-Cosworth     | John Watson Brabham-Alfa Romeo      | John Watson Brabham-Alfa Romeo    | James Hunt McLaren-Cosworth                     |
| 13  | Marlboro Daily Mail Race of Champions      | 15. April 1979 | Gilles Villeneuve Scuderia Ferrari | Nelson Piquet Brabham-Alfa Romeo | Mario Andretti Lotus-Cosworth       | Mario Andretti Lotus-Cosworth     | Nelson Piquet Brabham-Alfa Romeo                |
| 14  | XIV. Race of Champions                     | 10. April 1983 | Keke Rosberg Williams-Cosworth     | Danny Sullivan Tyrrell-Cosworth  | Alan Jones Arrows-Cosworth          | Keke Rosberg Williams-Cosworth    | René Arnoux Ferrari                             |